# Spinosauridae
Spinosauridae là một họ khủng long theropoda. Thành viên của họ này là những kẻ săn mồi với hộp sọ thon dài, giống cá sấu, răng hình nón. Tên họ này lấy từ tên chi điển hình, Spinosaurus, với các cấu trúc giống cánh buồm nhô lên từ lưng con vật. Tác dụng thực của "cánh buồm" này bị tranh cãi, các ý kiến phổ biến là để điều chỉnh thân nhiệt, thể hiện sự đe dọa, hay để phô diễn vào mùa kết đôi.
Hóa thạch của họ Spinosauridae được khai quật ở châu Phi, châu Âu, Nam Mỹ, châu Á, và châu Úc. Spinosauridae đầu tiên xuất hiện vào thời kỳ Jura muộn và trở nên phong phú vào Creta sớm. Mẫu vật Spinosauridae duy nhất được phát hiện vào hậu Jura là một chiếc răng duy nhất, cách nay 155 triệu năm.

## Phân loại
- Siêu họ Megalosauroidea
  - Họ Spinosauridae
    - Ostafrikasaurus crassiserratus
    - Siamosaurus suteethorni
    - Phân họ Baryonychinae
      - Baryonyx walkeri
      - Cristatusaurus lapparenti
      - Ichthyovenator laosensis
      - Suchomimus tenerensis
      - Suchosaurus cultridens

    - Phân họ Spinosaurinae
      - Irritator challengeri
      - Oxalaia quilombensis
      - Spinosaurus aegyptiacus